# La Constellation du lynx
La Constellation du Lynx est un roman de l’auteur québécois Louis Hamelin paru en septembre 2010 aux éditions du Boréal, revisitant de façon romancée les événements entourant la crise d'Octobre au Québec. Les noms des figures historiques se trouvent changés et se développent, en parallèle avec la trame historique, plusieurs histoires en lien tant avec les faits historiques qu'avec l'expérience propre de l'auteur. 

## Honneurs
- Le roman fut choisi à l'automne 2010 parmi toutes les œuvres romanesques québécoises parues dans l'année pour la sélection finale 2010 du Prix Littéraire des Collégiens[1], remis depuis 2004 à la session d'hiver au meilleur roman paru dans l'année précédente tel que choisi par les représentants étudiants des collèges d'enseignement général et professionnel participant aux délibérations nationales se tenant à Québec.  Le 15 avril 2011, La constellation du lynx remporte le Prix littéraire des collégiens.
- Le 9 mai 2011, il obtient le Prix des libraires du Québec, catégorie "roman québécois"[2].
- En mai 2011, il se voit également décerné le Grand Prix littéraire de la Presse québécoise 2011[3].
- Le 28 septembre 2011, La Constellation du Lynx obtient le prix Ringuet 2011.